# 樂客導航王
樂客導航王舊稱導航王，乃是由臺灣勤崴國際科技股份有限公司（以下簡稱勤崴科技）所研發的衛星導航軟體，其銷售對象非但是一般消費者，也有車載資訊系統、可攜式導航裝置（portable navigation device，以下簡稱成PND）、交通運輸應用裝置等產品製造商。

## 概要
勤崴國際科技股份有限公司成立於2007年底，本業為電子地圖、地理信息系統（GIS）等。2008年中華電信投資勤崴科技30%股份，成為其最大法人股東，並更名為勤崴國際科技股份有限公司。2010年5月正式推出導航王衛星導航軟體，使用平台為Android、iOS等，2012年則推出Windows Phone版本。該產品的特色以樂客導航王全3D為例，包括3D立體實境、即時路況（使用裝置必須連上網路，含意外突發路況及災變）等，而且結合店家資料、優惠活動、網友評論等資料。

### 產品
- 樂客導航王：依據使用裝置的差異可分成：
  - 導航王A1、A3、A5i、A6：適用於車載資訊系統。
  - 導航王K1、K2 HD、K3 HD：適用於可攜式導航器。
  - 導航王Live!、2010、N3、N5：適用於智能手機。
  - 樂客導航王全3D：使用者必須搭配4G高速寬頻環境。
  - 樂客導航王TM：全新優化操作介面跟即時路況資訊。
- SmartTalk互動式聲控：可搭配導航王使用的聲控功能。
- 我的旅遊書櫃：配合導航王使用的旅遊書編輯器。
- 樂客轉乘通：可顯示公車、捷運、長途客運、臺鐵、高鐵、飛機、船舶等路線，並提供臺北市、新北市與高雄市的公車即時資訊，規劃轉乘方案。
- 樂客玩樂：提供全台灣吃喝玩樂大小事，有最快最完整的玩樂搶鮮報、會員獨家的好康優惠，以及全台網友的分享，絕對不會踩到雷，還有小編精選出遊懶人包。
- 樂客寶島：可視為樂客轉乘通的簡體中文版，針對來臺自由行的中國人士所設計。

## 外部連結
- 導航王官方網站 （页面存档备份，存于）
- 勤崴官方網站 （页面存档备份，存于）